# Lagenophorinae
Lagenophorinae je podtribus glavočika,  dio tribusa Astereae. Postoji sedam rodova; tipičan je Lagenophora iz Južne Amerike, Azije, Australije i Novog Zelanda.

## Rodovi
1. Keysseria Lauterb. (10 spp.)
2. Piora J. Kost. (1 sp.)
3. Pytinicarpa G. L. Nesom (3 spp.)
4. Lagenophora Cass. (23 spp.)
5. Solenogyne Cass. (3 spp.)
6. Lagenocypsela Swenson & K. Bremer (2 spp.)
7. Novaguinea D. J. N. Hind (1 sp.)